# Mowi
Mowi ASA (раніше Marine Harvest) — норвезька компанія, акціонерне товариство, виробник харчових продуктів. Працює в різних країнах світу. Компанія вирощує, обробляє і продає лосося, що розводиться штучно. Ферми знаходяться в таких країнах, як Норвегія, Велика Британія, Канада, Ірландія, Чилі, а також на Фарерських островах. Фірма контролює від 25% до 30% світового ринку лосося і форелі, що робить її найбільшою компанією в галузі.
Компанія набула своєї нинішньої форми в результаті масштабного розширення в 2006 році, коли Pan Fish ASA здійснила ефективне тристороннє злиття з Marine Harvest N.V. і Fjord Seafood. Штаб-квартира групи знаходиться в Бергені, а її акції котируються на фондовій біржі Euronext Oslo, де вони є складовою індексу OBX..